# Канопске вазе
Канопске вазе или посуде су коришћене у Старом Египту у процесу мумификације. У њима су се чували унутрашњи органи људи за које се веровало да се припремају за загробни живот. Обично су прављене од алабастера, кречњака или печене глине.
Пракса коришћења ових посуда трајала је од Старог краљевства (први пронађени примерци потичу са краја четврте династије) до времена птолемејских владара. 
Име ових посуда (канопске) потиче од представа Озирис-Канопуса, бића створеног комбиновањем египатског божанства Озирис и митског створења Канопус. Озирис-Канопус је представљан у облику јајоликог предмета са људском главом. Рани египтолози су грешком све посуде налик на представе Озирис-Канопуса називали канопске.

## Опис
По правилу у гробницама се налазе четири канопске вазе. Од Средњег краљевства сматра се да се оне налазе под заштитом 4 Хорусова сина, заштитника канопских посуда: 
- Даумутеф је чувао желудац, од 19. династије представљан је као соко[3][4][5][6]
- Амсет је чувао јетру, представљан је у људском облику
- Хапи је чувао плућа, од 19. династије представљан је као мајмун (павијан)
- Кебехсенуеф је чувао црева, од 19. династије представљан је као шакал[3][4][5][6]

Изгледа да је магијско присуство канопских посуда у гробницама било важније од њиховог садржаја. Пронађене су мумије којима нису уклањани унутрашњи органи, али су уз њих нађене канопске посуде. У позној епохи, органи су умотавани у платно и враћани у тело покојника. Улогу канопских ваза преузеле су воштане представе Хорусових синова. 